# Alberto Soriano
Alberto Soriano (1920-20 de octubre de 1998, Buenos Aires), fue un agrónomo, botánico, fisiólogo y profesor argentino. Su trabajo de investigación estuvo centrado en la fisiología vegetal y en la ecología de regiones desérticas y de pastizales húmedos; así como en la ecofisiología. Fue profesor de la UBA e investigador de CONICET.

## Biografía
Graduado de ingeniero agrónomo en la Facultad de Agronomía de la Universidad de Buenos Aires en 1942 con medalla de oro, recibió un fuerte estímulo de Lorenzo Parodi. Luego fue ayudante de la cátedra de Fisiología Vegetal y Fitogeografia y, posteriormente profesor en la Universidad Nacional del Litoral. 
De 1948 a 1956 fue técnico del Instituto de Botánica del Ministerio de Agricultura y Ganadería de la Nación; y, de 1956 a 1957, jefe de la División Ecología y Fitogeografía del mismo instituto. 
Desde 1957 se desempeñó como profesor titular de la Cátedra de Fisiología Vegetal y Fitogeografía en la Facultad de Agronomía de la UBA, trabajando extensamente en actividades científicas y académicas en la Universidad de Buenos Aires. Ingresó a la carrera de investigador de CONICET, llegando a la categoría de Investigador Superior.  Soriano se destacó por la formación de un sólido grupo de investigación. Entre sus discípulos cabe mencionar a Rolando León, Osvaldo Sala, Antonio Hall y Rodolfo Sanchez, entre muchos otros investigadores que luego han observado una destacada trayectoria.
Además de sus importantes contribuciones a la ecofisiología, su labor cobra particular relevancia si se toman en cuenta los agitados momentos que vivió el país en vida de Soriano de los que la universidad no estuvo ausente. Por otro lado, fue un fuerte propulsor de la formación de posgrado; contribuyendo a la formación de la Escuela de graduados de la FAUBA, que lleva en honor su nombre.
En 1983 recibió el Premio Konex por su trayectoria.

## Algunas publicaciones
- Fernández, R.J., Golluscio, R.A., Bisigato, A.J., Soriano, A. 2002. Gap colonization in the Patagonian semidesert: Seed bank and diaspore morphology. Ecography, 25:336-344.
- Ghersa, C.M., Ferraro, D.O., Omacini, M., Martínez-Ghersa, M.A., Perelman, S.B., Satorre, E.H., Soriano, A. 2002. Farm and landscape level variables as indicators of sustainable land-use in the Argentine Inland-Pampa. Agricultural Ecosystems and Environments, 93:279-293
- Ghersa, C.M., Omacini, M., Ferraro, D., Martínez-Ghersa, M.A., Perelman, S.B., Satorre, E.H., Soriano, A. 2000. Estimación de indicadores de sustentabilidad de los sistemas mixtos de producción en la Pampa Interior. Revista Argentina de Producción Animal, 20:49-66
- Grimoldi, A.A., Insausti, P., Roitman, G.G., Soriano, A. 1999. Responses to flooding intensity in Leontodon taraxacoides. New Phytologist, 141:110-119
- Insausti, P., Chaneton, E.J., Soriano, A. 1999. Flooding reverted grazing effects on plant community structure in Mesocosms of lowland grassland. OIKOS, 84:266-276
- León, R.J.C., Bran, D., Collantes, M., Paruelo, J.M., Soriano, A. 1998. Grandes unidades de vegetación de la Patagonia extra andina. Ecología Austral, 8:125-144
- Quinos, P.M., Insausti, P., Soriano, A. 1998. Facilitative effect of Lotus tenuis on Paspalum dilatatum in a lowland grassland of Argentina. Oecologia, 114:427-431
- Ravetta, D.A., Soriano, A. 1998. Alternatives for the development of a new industrial crops for Patagonia. Ecologia Austral, 8:297-307
- Soriano, A., Aguiar, M.R. 1998. Estructura y funcionamiento de agroecosistemas. Ciencia e Investigación, 50:63-74
- Insausti, P., Soriano, A., Sánchez, R.A. 1995. Effects of flood-influenced factors on seed germination of Ambrosia tenuifolia. Oeologia, 103:127-132
- Soriano, A., Nogués Loza, M., Burkart, S. 1995. Plant biodiversity in the extra-andean Patagonia. Comparisons with neighbouring and related vegetation units. Actas del Taller Internacional sobre Recursos Filogenéticos, Desertificación y Uso Sustentable de los Recursos Naturales de la Patagonia, 36-45, Río Gallegos
- Soriano, A. 1995. Aspectos funcionales de la biodiversidad. Bol. Soc. Arg. Bot., 31:151-156.
- ----, Sala, O.E., Perelman, S.B. 1994. Patch structure and dynamics in a Patagonian arid steppe. Vegetatio, 111:127-135
- Aguiar, M.R., Soriano, A., Sala, O.E. 1992. Competition and facilitation in the recruitment of seedlings in Patagonian steppe. Functional Ecology, 6:66-70
- Fernández, R.J., Nuñez, A.H., Soriano, A. 1992. Contrasting demography of two Patagonian shrubs under different conditions fo sheep grazing and resource supply. Oecologia, 91:39-46
- Soriano, A., León, R.J.C., Sala, O.E., Lavado, R.S., Deregibus, V.A., Cahuepé, M.A., Scaglia, O.A., Velázquez, C.A., Lemcoff, J.H. 1992. Río de la Plata grasslands: In: Coupland, R.T. (ed.) Ecosystems of the world 8A. Natural grasslands. Introduction and western hemisphere. Elsevier, New York, pp. 367–407
- ----, Paruelo, J.M. 1992. Biozones: vegetation units defined by functional characters identifiable with the aid of satellite sensor images. Global Ecology and Biogeography Letters, 2:1-8
- ----. 1992. La agricultura sustentable: su estrecha relación con los conocimientos ecológicos. INTA, Serie Agricultura Sostenible N.º 10, 8 pp.
- ----. 1992. La agricultura y la preservación del ambiente. En: Problemas y soluciones ambientales argentinos, Auspiciado por el Ministerio de Cultura y Educación de la Nación en el marco de la Secretaría de Cultura de la Nación, 243-250
- ----. 1992. La Eco-Fisiología vegetal, su estructura científica, sus alcances y sus proyecciones. Agriscientia, (1):37-40
- ----. 1992. Present conditions in the Patagonian rangelands, in relation to potential impacts of a global change. Climate Change, Intergovernmental Panel on Climate Change, Response Strategies Working Group. Proc. Workshop on Assessing technologies and management systems for Agriculture and Forestry in relation to Global Climate Change. Canberra, Australia, 20-23 de enero
- Ravetta, D., Soriano, A., Cattaneo, P. 1991. Colliguaya integerrima as a possible new crop. Economic Botany, 45:288-290
- ----. 1991. Temperate subhumid grasslands of South America. In: Temperate subhumid grasslands. R.T. Coupland (ed.) Ecosystems of the World, Volume 8A, Natural Grasslands. Con secciones por R.J.C. León (Geographic Limits, Geomorphology and Geology, Regional Subdivisions and Vegetation), O.E. Sala (Structure and Function), R.S. Lavado (Soils), J.H. Lemcoff (Climate), A. Soriano, V.A. Deregibus and R.S. Lavado (Land use), M.A. Cahuepé, C.A. Velázquez and O.A. Scaglia (Fauna). Elsevier Scientific Publishing Company, Ámsterdam. 367-407 pp.
- Naranjo, C.A., Arias, F.H., Gil, F.E., Soriano, A. 1990. Bromus pictus of the Bromus setifolius complex (section Pnigma): numerical taxonomy and chromosome evidence for species rank. Canadian Journal of Botany 68:2493-2500
- Soriano, A., Paruelo, J.M. 1990. El manejo de campos de pastoreo en Patagonia: Aplicación de principios ecológicos. Ciencia Hoy, 2:44-53
- ----. 1990. Missing strategies for water capture in the Patagonian semidesert. Academia Nacional de Ciencias Exactas, Físicas y Naturales Monografías 5
- Sala, O.E., Golluscio, R.A., Lauenroth, W.K., Soriano, A. 1989. Resource partitioning between shrubs and grasses in the Patagonian steppe. Oecologia 81:501-505
- Ghersa, C.M., Eilberg, B.A. de, Soriano, A. 1988. Dinámica de la población de semillas de Sorghum halepense (L.) Pers. en un suelo arable. I. Efecto de la germinación "in situ". Revista de la Facultad de Agronomía (UBA) 8(1-2):1-9
- Ghersa, C.M., Eilberg, B.A.de, Soriano, A. 1988. Dinámica de la población de semillas de Sorghum halepense (L.) Pers. en un suelo arable. II. Efecto de las labores y de la manipulación del canopeo. Revista de la Facultad de Agronomía (UBA) 8:11-19
- Insausti, P., Soriano, A. 1988. Efecto del anegamiento prolongado en un pastizal de la Depresión del Salado (Provincia de Buenos Aires): Dinámica del pastizal en conjunto y de Ambrosia tenuifolia (Asteraceae). Darwiniana 28(1-4):397-403
- Movia, C.P., Soriano, A., León, R.J.C. 1988. La vegetación de la cuenca del Río Santa Cruz (Prov. de Santa Cruz, Argentina). Darwiniana 28(1-4):9-78
- Soriano, A. 1988. El pastoreo como disturbio: consecuencias estructurales y funcionales. Ciencia e Investigación, 42:132-139
- ----, Golluscio, R.A., Satorre, E.H. 1987. Spatial heterogeneity of the root systems of grasses in the patagonian arid steppe. Bulletin of the Torrey Botanical Club 114:103-108
- Insausti, P., Soriano, A. 1986. Respuesta de un pastizal de la Depresión del Salado, y en especial de Ambrosia tenuifolia a la aplicación de herbicidas selectivos. Malezas, 14:3-7
- Sala, O.E., Oesterheld, M., León, R.J.C., Soriano, A. 1986. Grazing effects upon plant community structure in subhumid grasslands of Argentina. Vegetatio, 67:27-32
- Soriano, A., Movia, C.P. 1986. Erosión y desertización en la Patagonia. Interciencia, 11:77-83
- ----, Sala, O.E. 1986. Emergence and survival of Bromus setifolius seedlings in different microsites of a Patagonian arid steppe. Israel Journal of Botany, 35:91-100
- ----. 1986. Relaciones entre los métodos de uso de los recursos y la oferta de los sistemas ecológicos en la Patagonia. Anales de la Academia Nacional de Ciencias Exactas, Físicas y Naturales 38:139-144
- Van Esso, M.L., Ghersa, C.M., Soriano, A. 1986. Cultivation effects on the dynamics of a Johnsongrass seed population in the soil profile. Soil and Tillage Research, 6:325-335
- Ghersa, C.M., León, R.J.C., Soriano, A. 1985. Efecto del Sorgo de Alepo sobre la producción de soja, maíz y de las malezas presentes en estos cultivos. Revista Facultad de Agronomía, 6(3):123-129
- Soriano, A., Sala, O.E. 1984. Ecological strategies in a Patagonian arid steppe. Vegetatio, 56:9-15
- ----, Movia, C.P., León, R.J.C. 1983. Los efectos combinados de la sequía y la acción del hombre en Patagonia. La sequía y el hombre. Taller Argentino-Estadounidense sobre Sequías. CONICET-NSF. Dic. 1978. Bs.As.
- ----, Movia, C.P., León, R.J.C. 1983. Vegetation. In: Deserts and semi-deserts of Patagonia. In: N.E. West (ed.), Temperate deserts and semi-deserts of the world, Vol. 5 of Ecosystems of the World (ed. in chief: D.W. Goodall), 440-454 pp. Elsevier Publ. Co. Ámsterdam-Oxford-New York
- ----. 1983. El agua y la producción vegetal: consumo y eficiencia. IDIA, Suplemento N.º 36:44-50
- Cauhepé, M., León, R.J.C., Sala, O.E., Soriano, A. 1982. Pastizales naturales y pasturas cultivadas, dos sistemas complementarios y no opuestos. Revista de la Facultad de Agronomía, 3:1-11
- Sala, O.E., Perelman, S.B., Soriano, A. 1981. Relaciones hídricas de algunos componentes de un pastizal de la Depresión del Salado. Rev. Facultad de Agronomía, 2:1-10
- Satorre, E.H., Ghersa, C.M., Soriano, A. 1981. Dinámica de la población de rizomas de sorgo de alepo. Efecto del cultivo de avena y del corte. Revista de la Facultad de Agronomía, 2:115-123
- Soriano, A. 1981. La adaptación de las plantas a la sequía. Anal. Acad. Nac. Cs. Ex. Fis. y Nat. 34:95-110
- Ghersa, C.M., Soriano, A. 1980. Efecto comparado del verdeo de avena y de otros sistemas agrícolas sobre la población de rizomas de Sorghum halepense (L) Pers. Rev. Facultad de Agronomía, 1(3):87-92
- Hall, A.J., Ginzo, H.D., Lemcoff, J.H., Soriano, A. 1980. Influence of drought during pollen-sheldding on flowering, growth and yield of maize. J. Agronomy & Crop Science, 149:287-298
- Soriano, A., Sala, O.E., León, R.J.C. 1980. Vegetación actual y vegetación potencial en el pastizal de Coirón amargo (Stipa spp.) del SW. de Chubut. Boletín de la Sociedad Argentina de Botánica 19(1-2):309-314
- ----. 1980. Ecofisiología del stress en las plantas. Rev. Faculatd de Agronomía, 1(1):1-12
- Valla, L.G., Sánchez, R.A., Soriano, A., Ghersa, C.M. 1980. Influencia de algunos factores externos e internos sobre la germinación de las semillas del sorgo de alepo. Revista de Inv. Agrop., INTA, 15(4)
- Schlichter, T., León, R.J.C., Soriano, A. 1978. Utilización de índices de diversidad en la evaluación de pastizales naturales en el centro-oeste del Chubut. Ecología, 3:125-132
- Soriano, A. 1978. Distribution of grasses and grasslands of South America. pp. 84–91
- Carceller, M., Soriano, A. 1977. Acción de las citocininas sobre el crecimiento de plántulas de trigo sometidas a sequía. Turrialba, 27(3):293-298
- Soriano, A. 1977. Ecología de los pastizales de la Depresión del Salado. Academia Nacional de Agronomía y Veterinaria. Tomo 30(2):
- ----. 1976. Ecología del pastizal de Coirón amargo (Stipa spp.) del sudoeste de Chubut. Academia Nacional de Agronomía y Veterinaria. Tomo 30(11):5-13
- Adámoli, J.M., Golberg, A.D., Soriano, A. 1973. El desbloqueo de las semillas de chamico (Datura ferox L.) enterradas en el suelo: análisis de los factores causales. Revista de Investigaciones Agropecuarias, INTA. Serie 2, 10(6):209-222
- Eilberg, B.A. de, Soriano, A. 1973. Longevidad de los granos del pasto puna (Stipa brachychaeta Godr.) I. Características de los disímulos de la maleza. Revista de Investigaciones Agropecuarias, INTA. Serie 2, 7(6):167-171
- Soriano, A., Brun, J. 1973. Valoración de campos en el centro-oeste de la Patagonia: desarrollo de una escala de puntaje. Revista de Investigaciones Agropecuarias, INTA. Serie 2, 10(5):173-185
- ----, Eilberg, B.A.de, Suero, A. 1971. Efects of burial and changes of depth in the soil on seeds of Datura ferox L. Weed Research, 11(2/3):
- Ares, J., Mones Cazón, L., Soriano, A. 1970. Mecanismos de invasión del pasto puna (Stipa brachychaeta Godr.). II. Germinación de la maleza en el microambiente edáfico. Revista de Investigaciones Agropecuarias, INTA, Serie 2, 7(6):289-309
- Ares, J., Soriano, A. 1970. Mecanismos de invasión del pasto puna (Stipa brachychaeta Godr.). III. El ajuste ecológico de la especie con el macroclima de la región central de la provincia de Santa Fe. Modelo preliminar del mecanismo de invasión. Revista de Investigaciones Agropecuarias, INTA, Serie 2, 7(6):311-320
- Ares, J., Soriano, A., Eilberg, B.A. de. 1970. Mecanismos de invasión del pasto puna (Stipa branchychaeta Godr.) I. Características de los disemínulos de la maleza. Revista de Investigaciones Agropecuarias, INTA, Serie 2, 7(6):277-287
- Soriano, A., Eilberg, B.A. de. 1970. Efecto de los cambios de profundidad de las semillas en el suelo, sobre las posibilidades de perpetuación de las malezas: Ammi majus, Carduus acathoides y Cynara cardunculus. Revista de Investigaciones Agropecuarias, INTA. Serie 2, 7(7):335-345
- ----. 1970. Crecimiento y relaciones con el agua, de la planta joven de trigo sometido a condiciones de sequía. Revista de la Facultad de Agronomía y Veterinaria de Bs.As., 18 (1):51-58
- Bermann, B., Ginzo, H.D., Soriano, A. 1969. Eco-fisiología del maíz I: Relaciones entre la economía del agua y el crecimiento en plantas de maíz con riego y sin riego. Revista de Investigaciones Agropecuarias, INTA, Serie 2, 6(3):35-64
- Soriano, A. 1965. Las malezas y su comportamiento ecológico. Ciencia e Investigación, 21(6):259-263
- ----, Sánchez, R.A., Eilberg, B.A. 1964. Factors and processes germination of Datura ferox L. Canadian Journal of Botany, 42:1189-1203
- ----. 1959. Germination of Stipa Neaei in relation to imbibition and moisture level. pp. 261–264
- ----. 1959. Síntesis de los resultados obtenidos en las clausuras instaladas en Patagonia en 1954 y 1955. Revista Agronómica del Noroeste Argentino, 3(1-2):163-176
- ----. 1958. El manejo racional de los campos en Patagonia. IDIA, 124:1-7
- ----. 1957. La germinación como fenómeno ecológico. Ciencia e Investigación, 13(3):100-108
- ----. 1956. Aspectos ecológicos y pasturiles de la vegetación patagónica relacionados con su estado y capacidad de recuperación. Revista de Investigaciones Agrícolas, 10(4):349-372
- ----. 1956. La vegetación de la República Argentina. IV. Los distritos florísticos de la Provincia Patagónica. Revista de Investigaciones Agrícolas, 10(4):323-347
- ----. 1953. El efecto del viento en las plantas. Revista de Investigaciones Agrícolas, 7(3):253-275
- ----. 1953. Estudios sobre germinación. I. Revista de investigaciones Agrícolas, 7(4):315-340
- ----. 1949. El límite entre las provincias botánicas patagónica y central en el territorio del Chubut. Ministerio de Agricultura y Ganadería de la Nación, Publicación Técnica N.º 47, 20:193-202
- ----. 1948. El género "Benthamiella" (Solanaceae). Darwiniana, 8(2-3):233-262
- ----. 1947. Dos nuevas especies del género "Atriplex" en la Argentina. Darwiniana, 7(3):396-400
- ----. 1947. Las quenopodiáceas de la tribu "Salicornieae" en la República Argentina. Revista Argentina de Agronomía, 14(2):148-172
- ----. 1947. Notas sobre plantas de Patagonia. Boletín de la Soc. Arg. de Botánica, 2(2):99-106
- ----. 1946. Halophytaceae: Nueva familia del orden Centrospermae. Notas del museo de La Plata, 11(52):161-175
- ----. 1945. Notas sobre Quenopodiáceas Argentinas. Revista Argentina de Agronomía, 12(1):51-56
- ----. 1944. El Género "Nitrophila" en la Argentina y su posición sistemática. Revista Argentina de Agronomía, 11(4):302-308
- ----. 1940. Un caso de viviparidad y hemidibiosis natural en la acelga salvaje. Revista Argentina de Agronomía, 7(2):133-139

## Honores
En su honor se nombró la "Escuela para Graduados Alberto Soriano - Facultad de Agronomía (UBA)".
- 1975: miembro de la Academia Nacional de Agronomía y Veterinaria
- 1981: miembro de la Academia Nacional de Ciencias Exactas, Físicas y Naturales